# Pippu
Pippu (比布町?) è una cittadina giapponese della prefettura di Hokkaidō.